# フットライツ
ケンブリッジ大学フットライツ・ドラマティック・クラブ（英: Cambridge University Footlights Dramatic Club）、通称フットライツ（英: Footlights）は、イングランド・ケンブリッジで1883年に創設されたアマチュア演劇クラブで、ケンブリッジ大学の学生によって運営されている。オックスフォード大学のオックスフォード・レビューと並んで、多くの俳優・コメディアンを輩出していることでも有名である。

## 歴史
フットライツの最初のパフォーマンスは、1883年6月に行われた。「フットライツ」との名前が選ばれる数ヶ月前にも、グループは地元ケンブリッジの観客を前にパフォーマンスを行っている（場所は "pauper lunatic asylum"で、クリケットの試合も行われた）。メンバーたちは、ケンブリッジ大学アマチュア・ドラマティック・クラブ（英: Cambridge University Amateur Dramatic Club, ADC）よりも幅広く活動したいと考えた。ADCは1855年に設立されたが、メンバーはほとんどがトリニティ・カレッジの学生のみで、さらに劇場の定員はわずか100人だったためである。フットライツのメンバーはメイ・ウィークごとにシアター・ロイヤル（英: Theatre Royal）でパフォーマンスを行うようになり、程なくして公演を一般公開するようになった。地元紙はクラブの活動について、「学内全体から参加して、ケンブリッジの様々なクラスのメンバーから構成されている」(The "general public, the many different classes of which life in Cambridge is made up") と述べている。
クラブは1960年代に、コメディと風刺の巣として急速に発展し、ディベートクラブであるケンブリッジ・ユニオンを基盤に、常設の本拠地を設置した。クラブはエディンバラ・フェスティバル・フリンジで毎年公演を行うようになり、さらにビヨンド・ザ・フリンジのメンバー半分がクラブの出身者だったことから、コメディ界のメインストリームに躍り出た。ビヨンド・ザ・フリンジは、1960年にイギリス・アメリカで劇場ツアーを行い、時事風刺劇（レビュー）で大人気を博した。1963年のレビューではビヨンド・ザ・フリンジの足跡を追い、エディンバラ・ウエスト・エンド (ロンドン)で公演を行ったほか、更にニュージーランド・アメリカツアーも行った。アメリカではブロードウェイやエド・サリヴァン・ショーにも出演したほか、『タイム』誌には1面の批評文が掲載された。続く1970年代には、フットライツ出身のメンバーが、コメディ番組の制作・主演に関わり英国コメディに大きく寄与した。例えば "Not Only... But Also" (en) や"I'm Sorry, I'll Read That Again" (en) 、"At Last the 1948 Show" (en) 、"That Was the Week That Was" (en) などの番組にはフットライツ出身者が数多く出演していたし、モンティ・パイソンや "The Goodies" (en) のメンバーも輩出するなど、フットライツはこの時期の風刺ブーム (Satire boom) に火を点けた。
フットライツは創部以来男子部員のみで構成され、女子の参加は禁止されていたが、エリック・アイドルがプレジデントだった時代に、この「女子禁制」のしきたりが廃止され、女子の正式参加が認められた。
1980年代には、フットライツが再び英国コメディの心臓部となった。エマ・トンプソンやヒュー・ローリー、スティーヴン・フライ、ローワン・アトキンソン、トニー・スラッタリー、ペニー・ドワイアー、ポール・シェアラーが出演した1981年のレビューでは、エディンバラ・フリンジ・フェスティバルのペリエ賞を初受賞したほか、その後大人気・大成功を収めたコメディ・コンビ、フライ・アンド・ローリーを産むことになった。クラブ出身者には、エマ・トンプソンをはじめ、オスカーや英国アカデミー賞 (BAFTA) などの賞を獲得し、エンターテインメント・メディア部門で成功を収めている人物も多数存在する。
現在フットライツは、英国で活躍する多くのコメディアン向けの教養学校（英: a finishing school）としても認識されている。

## 活動
学期を通じて、フットライツは恒例で大人気の「スモーカーズ」（英: "Smokers"）を制作する。これはスケッチ・コメディーとスタンダップ・コメディを組み合わせたもので、本拠地でもあるADCシアターで上演される。クラブでは演劇、パントマイム、スケッチ・ショーも上演され、少なくとも1回のレビュー公演を含み、通常春に公演が行われる。学期外では、フットライツは国際ツアーを行い、新作をウェスト・エンド・シアターやアメリカで上演する。2015年の国際ツアーでは、パリ、エディンバラ、アメリカ、カナダ、ケイマン諸島に舞台を広げた。

## フットライツ出身の著名人
ケンブリッジ大学を卒業後に成功したフットライツのメンバーがリスト化されている。

## プレジデント
フットライツ内で投票によって選ばれるリーダーは、「プレジデント」（英: The president）として知られている。副プレジデント、会計係、記録係などのメンバーがプレジデントを支え、委員会を形成する。
歴代のプレジデントには次のような著名人がいる。
- ピーター・クック（英語版）（『ビヨンド・ザ・フリンジ（英語版）』、"Pete and Dud" (en) 、"Not Only... But Also" (en) ）
- ティム・ブルック＝テイラー（"The Goodies" (en) 、"I'm Sorry, I'll Read That Again (en) 、"I'm Sorry I Haven't a Clue" (en) ）
- グレアム・ガーデン（"The Goodies"、"I'm Sorry, I'll Read That Again、"I'm Sorry I Haven't a Clue"）
- エリック・アイドル（モンティ・パイソン）
- クライヴ・ジェームズ（英語版）（"Cultural Amnesia" (en) 、"Unreliable Memoirs" などの著者）
- クライヴ・アンダーソン（英語版）（"Whose Line Is It Anyway?" (en) ）
- ヒュー・ローリー（フライ・アンド・ローリー（英語版）、『天才執事ジーヴス（英語版）』、『Dr.HOUSE』）
- トニー・スラッタリー（英語版）（"Whose Line Is It Anyway?"）
- スー・パーキンス（英語版）（"The Great British Bake Off" (en) 、メル・アンド・スー（英語版））
- デイヴィッド・ミッチェル（英語版）（『おーい、ミッチェル! はーい、ウェッブ!!』、『ピープ・ショー ボクたち妄想族』）
- リチャード・アイオアディ（"Garth Marenghi's Darkplace"、『ハイっ、こちらIT課!』）
- サイモン・バード（英語版）（"The Inbetweeners" (en) 、"Friday Night Dinner" (en) ）